# Онгерманланд (ландскап)
Онгерманланд (швед. Landskap Ångermanland) — історична провінція (ландскап) у південно-східній частині північної Швеції, в регіоні Норрланд. Існує лише як історико-культурне визначення. Територіально входить до складу ленів Вестерноррланд, Ємтланд і Вестерботтен.

## Географія
Онгерманланд межує на півночі з Вестерботтеном і Лапландією, на заході з Ємтландом, на півдні з Медельпадом, а зі сходу — омивається водами Ботнічної затоки.

## Історія
Онгерманланд вперше згадується 1170 року в Historia Norwegiæ під назвою «Angariuam». Герцогом Онгерманланду є шведський принц Ніколас Пауль Густав.

## Адміністративний поділ
Ландскап Онгерманланд є традиційною провінцією Швеції і не відіграє адміністративної ролі.

### Населені пункти
Більші міста й містечка:
- Ерншельдсвік
- Гернесанд
- Соллефлео
- Крамфорс
- Нурдмалінг

## Символи ландскапу
- Рослина: фіалка
- Тварина: бобер
- Птах: дятел
- Риба: сиг

## Галерея

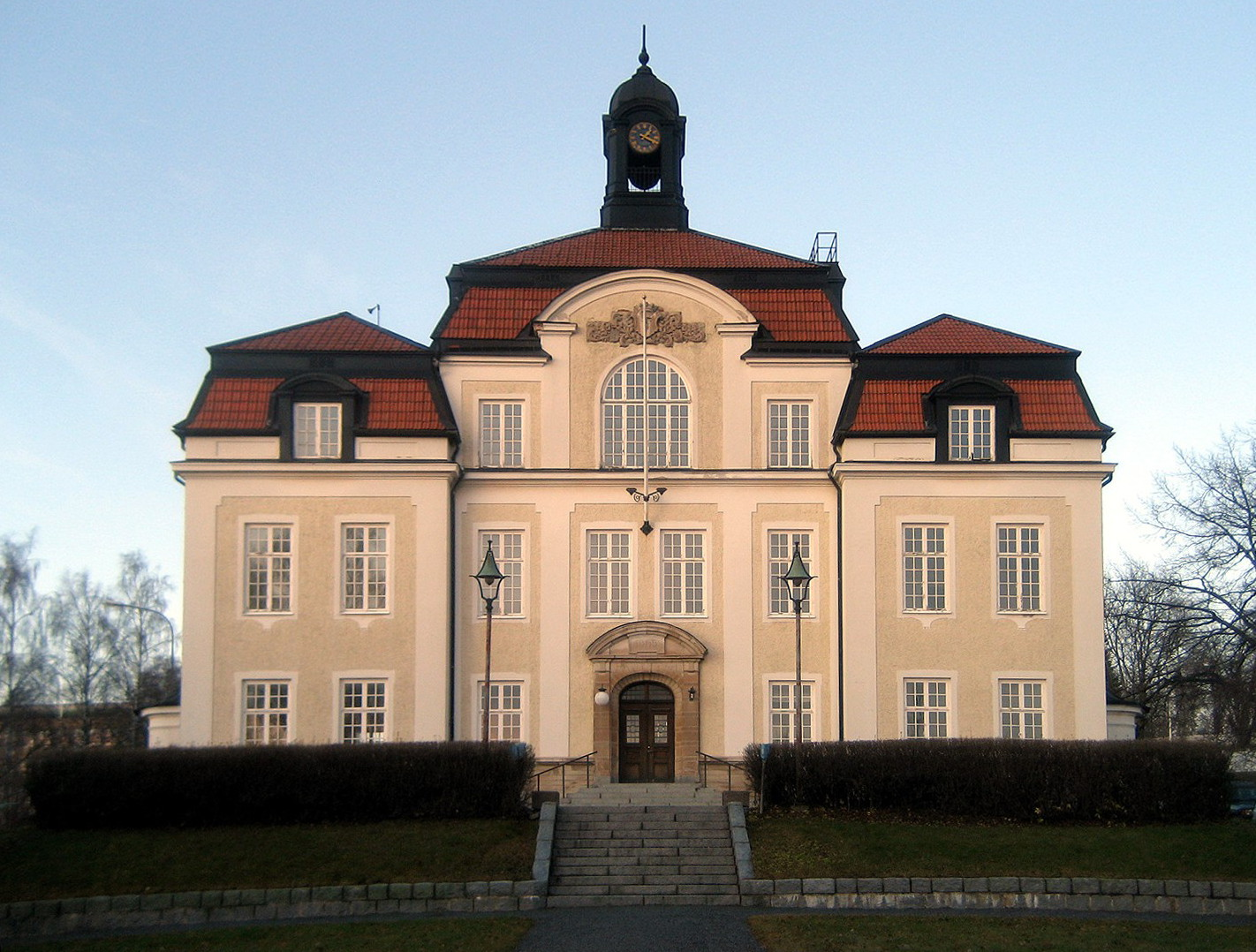
Ратуша в Ерншельдсвіку
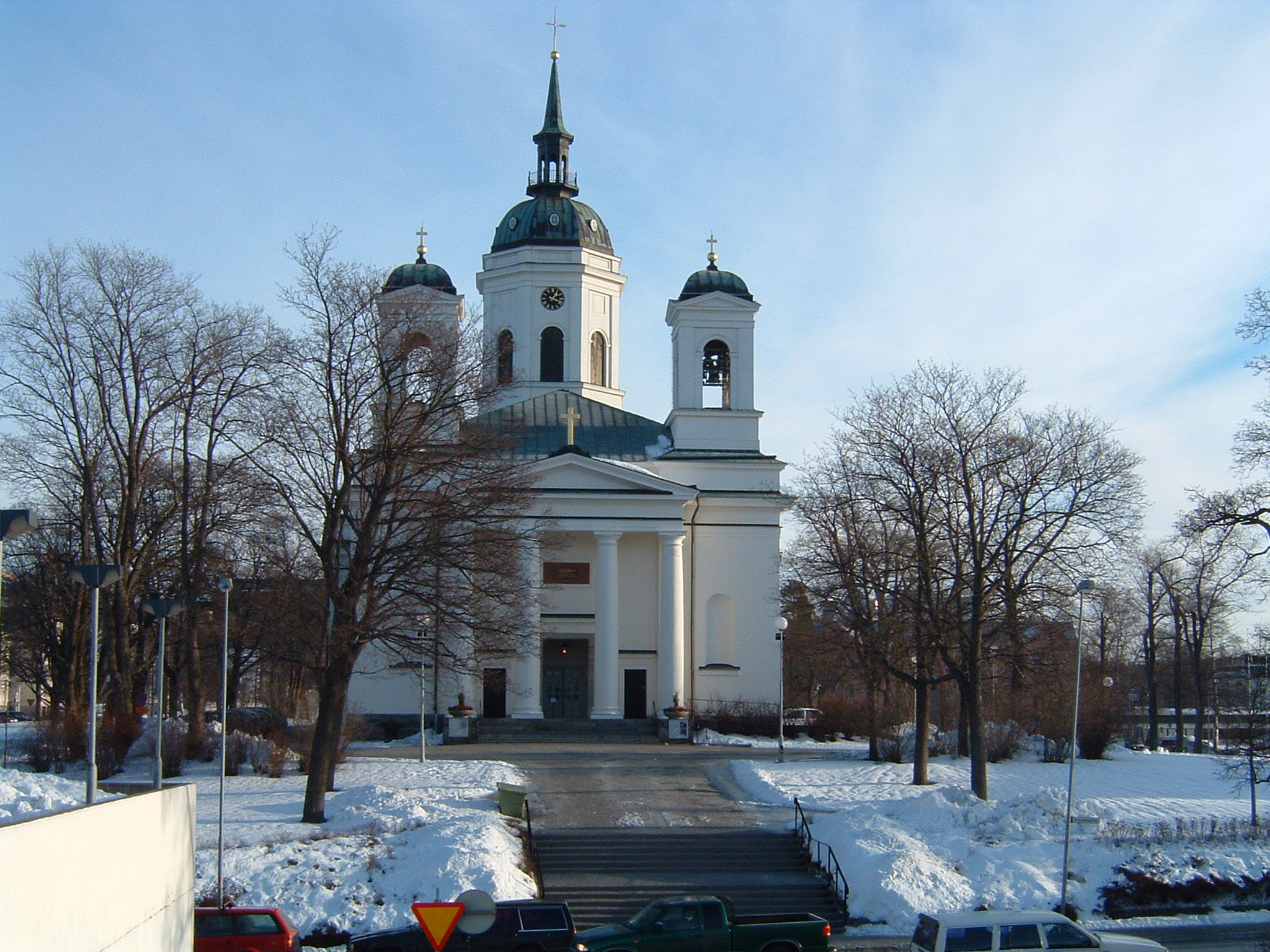
Церква в Гернесанді
Пошта в Соллефтео
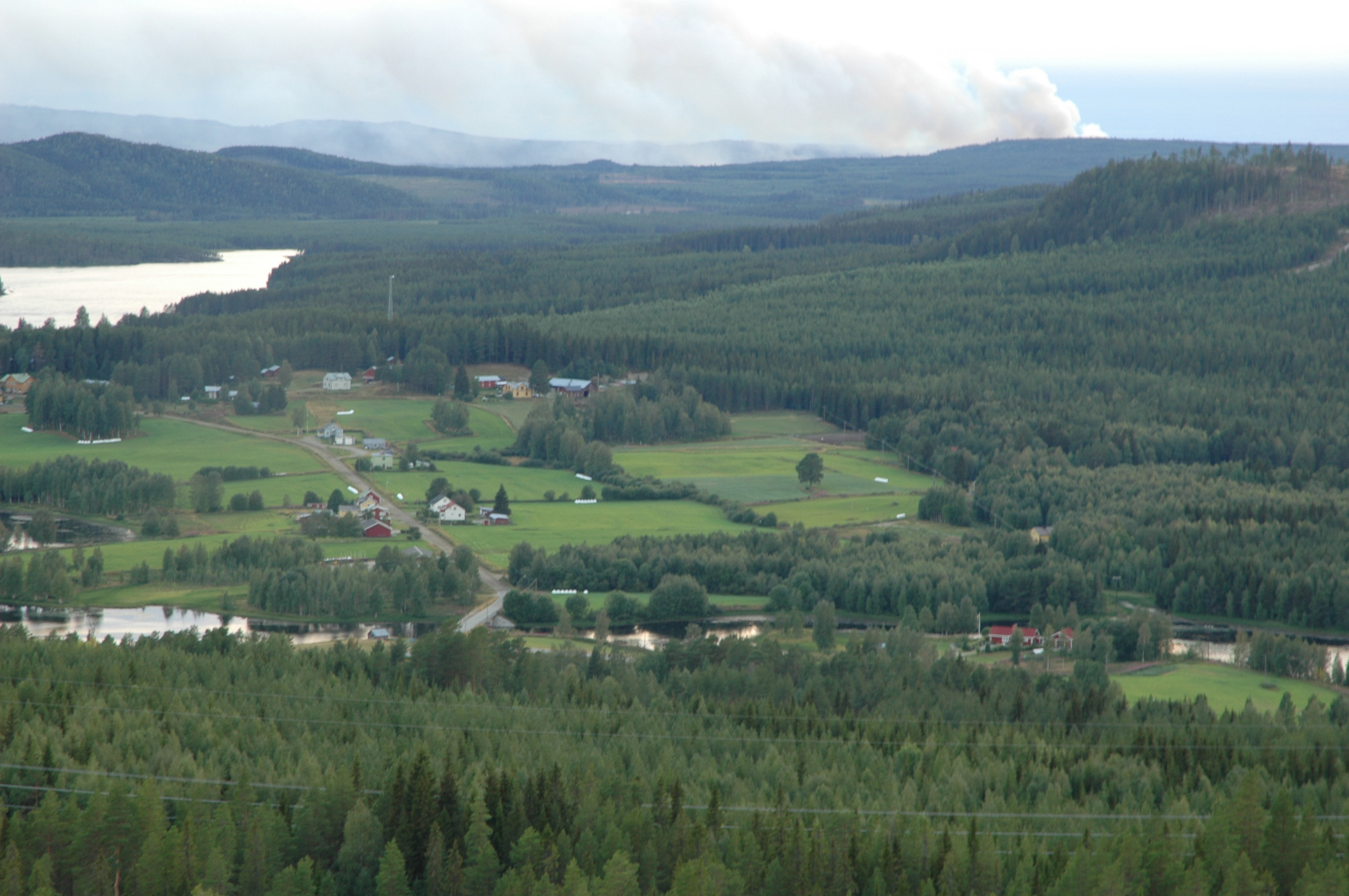
Краєвиди Онгерманланду
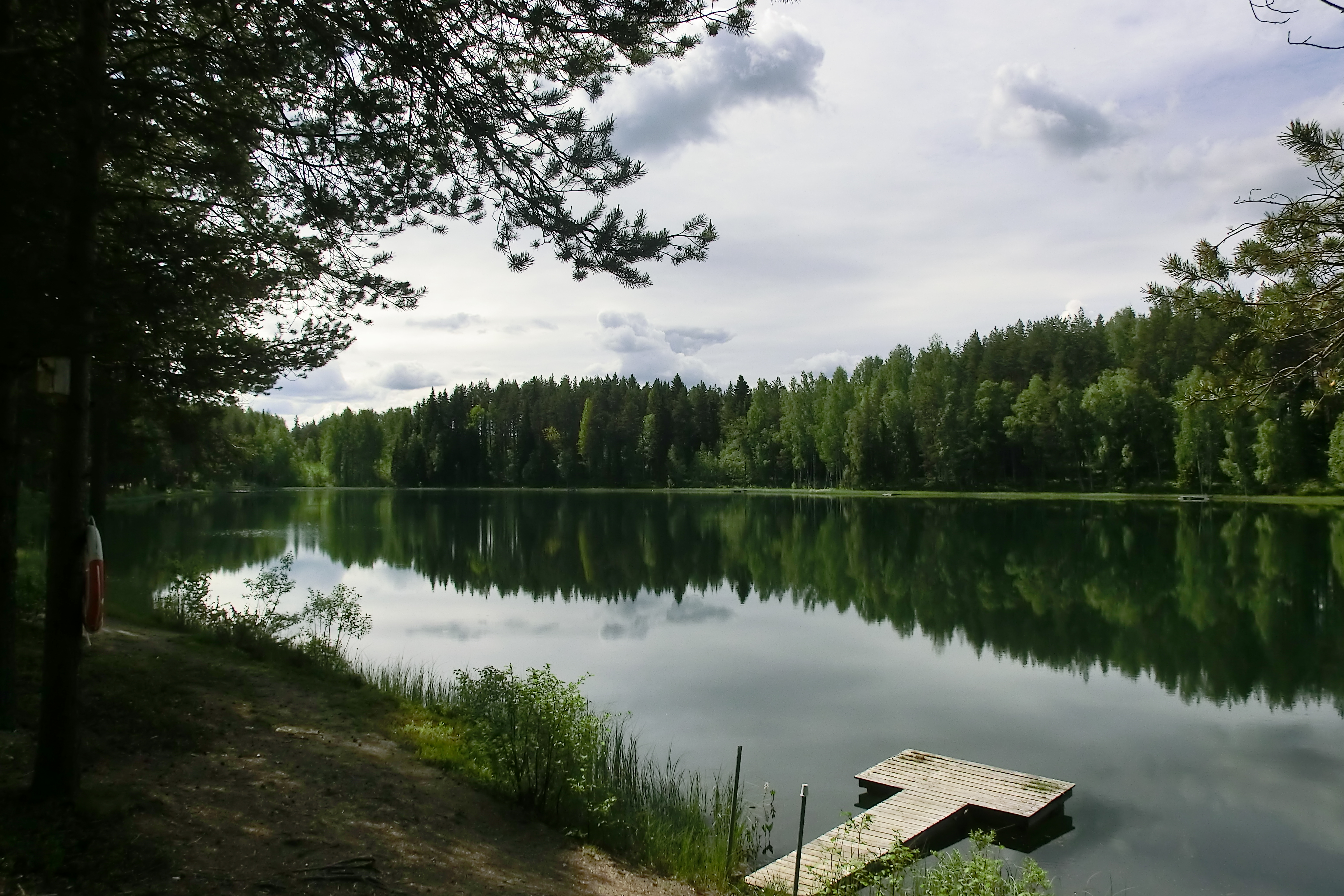
Озеро Блочерн